# Animalario de Albacete
El Centro de Experimentación Biosanitaria de Albacete o Animalario de Albacete es un centro de investigación en experimentación animal perteneciente a la Universidad de Castilla-La Mancha con sede en la ciudad española de Albacete.
Situado en el Campus Biosanitario, fue inaugurado en 2007 por el presidente de Castilla-La Mancha, José María Barreda.
La infraestructura posee dos áreas diferenciadas para el alojamiento de animales, quirófanos, laboratorios y zonas de servicio, permite reproducir las condiciones idóneas para cada especie e impide la entrada de patógenos. Con 1863 metros cuadrados es uno de los animalarios más grandes de España.